# Mormonizmus
A mormonizmus olyan mozgalom, egymással rokon egyházak és teológiák egy csoportjának gyűjtőneve, amelyek eredetüket ifj. Joseph Smith 19. századi prófétai kinyilatkoztatásaira vezetik vissza. A mozgalom Smith halála után szétesett, és a utahi székhelyű Utolsó Napi Szentek Jézus Krisztus Egyháza messze a legnagyobb intézményi megnyilvánulásává vált. A mormonizmus ugyanakkor magába foglalja az összes vallási közösséget, amelyek a Biblián kívül a Mormon könyvére is támaszkodnak.  
A mozgalom a kereszténységen alapul és ők keresztényeknek tartják magukat. Azonban mivel erősen eltérnek a kereszténység főáramlatától, sajátos teológiai meggyőződésük miatt más egyházak képviselői gyakran nem keresztényeknek tekintik őket.
A mormonizmus központi eleme az Isten üdvtervébe vetett hit, amelynek célja, hogy az embert Istenhez hasonló lénnyé tegye.
Nézetük szerint a kereszténység hitehagyott lett, de Joseph Smith helyreállította az igaz kereszténységet. A mozgalom azt tartja magáról, hogy azt az egyházat állítja vissza, melyet Krisztus eredetileg alapított földi életében és amely később elveszett a Földről.
Nézetük szerint Jézus mennybemenetele után is tovább vezette az egyházát az apostolain keresztül, akiket arra hatalmazott fel, hogy vezessék az egyházát halála után is. Az apostolok halála következtében, az igazi papság, a felhatalmazás az Isten nevében való cselekvésre teljesen elveszett a földről, ami azt jelenti hogy azután senkinek nem volt érvényes felhatalmazása Istentől, hogy kinyilatkoztatást kapjon az egyházának a számára, hirdesse az evangéliumot, vagy elvégezze annak szertartásait, például keresztelést.  Enélkül, a földi egyház egyre inkább eltávolodott a krisztusi tanításoktól, az eredmény a nagy aposztázia lett, azaz a földi egyház teljesen elszakadt Jézusétól, és Krisztus eredeti tanítását a korbeliek saját elképzelésük szerint eltorzították, ami a Szentírás félreértéséhez is vezetett. Így elveszett Krisztus egyháza, bár az emberek még mindig tanítottak Krisztusról és az evangélium szerinti életre törekedtek. Ezért volt szükséges Krisztus eredeti, igaz egyházának a visszaállítása. Ez a mormonizmus szerint a modern korban a 19. századi Amerikában történt meg, amikor vissza lett állítva teljességében Krisztus egyháza.

## Nevük
A mormon kifejezés az 1830-as évekből származik, amikor a mozgalom és az egyház először létrejött. A nevet az egyik szentírásának címéről, a Mormon könyvéről kapta.
A mormonok szó gyakran utal konkrétan Az Utolsó Napi Szentek Jézus Krisztus Egyháza tagjaira is, amelyet a köznyelvben pontatlanul Mormon Egyháznak is neveznek.
Bár UNSzJKE. idővel elfogadta és aktívan használta is ezt a megnevezést, 2018 augusztusában az egyház vezetője erőteljesen állást foglalt a kifejezés használatának beszüntetése mellett, amennyiben azt Az Utolsó Napi Szentek Jézus Krisztus Egyházára utalva használják.

## Elterjedésük a világban
A mormonizmus legnagyobb egyháza, Az Utolsó Napi Szentek Jézus Krisztus Egyháza, amely a mormonok több mint 98%-át teszi ki, a második világháború után gyorsan növekedett és világméretű szervezetté vált, mivel misszionáriusokat küldtek szerte a világba. 15-20 évente a közösség mérete megkétszereződött, és 1996-ra már több mormon élt az Egyesült Államokon kívül, mint a határain belül.

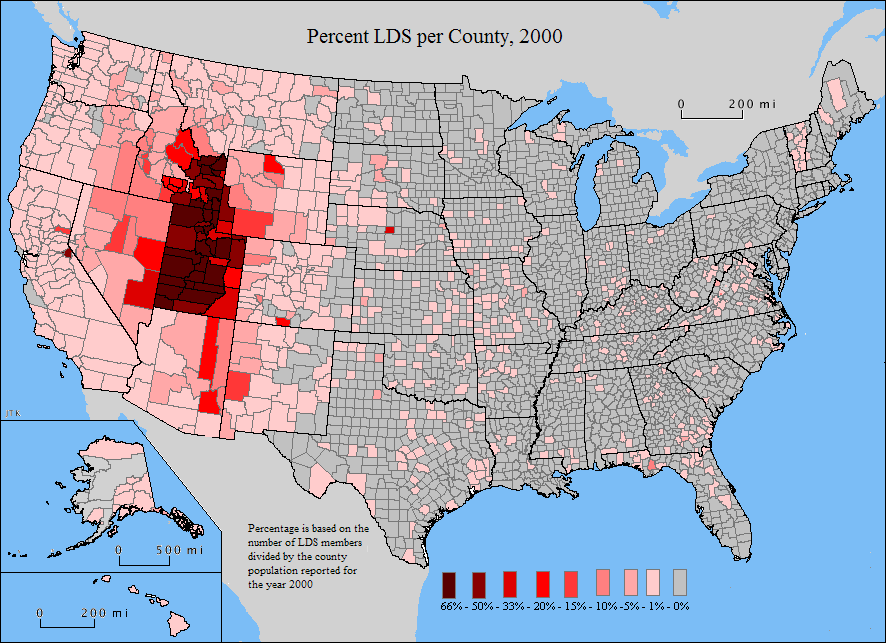
Elterjedtségük az USA-ban, a lakosság százalékában (2000, UNSZ)

Az Utolsó Napi Szentek Jézus Krisztus Egyháza tagjainak világméretű megoszlása (2009-ben)

2022-ben nemzetközileg a megkeresztelt hívők taglétszáma meghaladta a 17 millió főt.  2020 táján több államban a népességhez viszonyítva már magasabb a mormonok aránya, mint az USA-ban (2,1%), így például Chilében (3,2%), Uruguayban (3,1%) és a Csendes-óceán déli részének számos területén, többek közt Új-Zélandon (2,3%) is.
| Észak-Amerika (Mexikóval) | 9 551 000 |
| Dél-Amerika               | 4 269 000 |
| Ázsia                     | 1 281 500 |
| Afrika                    | 791 800   |
| Ausztrália és Óceánia     | 592 000   |
| Európa                    | 503 700   |

| USA            | 6 763 000 |
| Mexikó         | 1 498 000 |
| Brazília       | 1 456 000 |
| Fülöp-szigetek | 833 000   |
| Peru           | 624 000   |
| Chile          | 603 000   |
| Argentína      | 474 000   |
| Guatemala      | 285 000   |
| Ecuador        | 258 000   |
| Bolívia        | 217 000   |
| Kolumbia       | 213 000   |
| Nigéria        | 211 000   |

### Európában

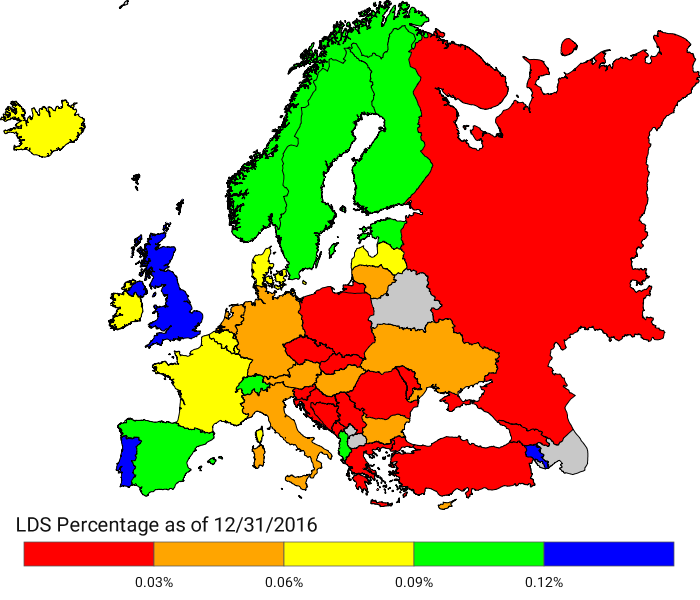
Európai elterjedtségük a népesség százalékában. A kék szín a legmagasabb értéket jelöli, a piros a legalacsonyabbat. (2016-os, UNSZ adat)

Európában a 2010-es évek végén a lakossághoz viszonyítva Portugáliában volt a legmagasabb a mormonok aránya (0,41%), a számuk alapján pedig az Egyesült Királyságban éltek legtöbben.
| Egyesült Királyság | 186 800 |
| Spanyolország      | 61 455  |
| Portugália         | 45 700  |
| Németország        | 39 450  |
| Franciaország      | 38 200  |
| Olaszország        | 27 700  |
|                    |         |
| Magyarország       | 5 300   |

## Nézeteik és gyakorlataik
- A mormonok zöme hisz Jézus Krisztus keresztre feszítésében, feltámadásában és isteni mivoltában. A követők azt állítják, hogy Isten több prófétát küldött Jézus halála után. Így zömük prófétának tartja Joseph Smithet is. [17] A prófétaság ajándéka bármely hívő számára elérhető. [18]
- Nem ismerik el a keresztény, egylényegű Szentháromság-tant,[17] három különböző istenséget vallanak.[19] Az Atyának és Fiúnak az emberekhez hasonló testük van,[20] de már tökéletes és halhatatlan,[21] míg a Szentléleknek szellemteste.[22]
- Nézetük alapján a „Mennyei Atya” egyike annak a sok istennek, amely a világ és univerzum végtelenségében létezik, ő a Föld feletti isten.[23] Nem öröktől fogva él és neki is volt atyja;[24] ő egy felmagasztosult, megdicsőült, halhatatlan, feltámadott ember.[24]
- Jézus Krisztus és a Sátán és minden teremtett lény „szellemtestvérek” és a kezdetektől fogva a „Mennyei Atya” (Elohim) fiai.[23]
- Négy különböző szentírási művet fogadnak el: a keresztény Bibliát, a Mormon könyvét, a Tan és a szövetségeket és a Nagyértékű gyöngyöt. [17]
- Az ember üdvösségéhez a Jézusban való hit, a bűnbánat, a keresztség, a „Szentlélek ajándéka” és az erkölcsös élet, Isten parancsolatainak betartása szükségesek.[25] Ezek már a földi életben is nagyobb boldogságot eredményeznek.[25]
- Nézetük alapján minden vallás tartalmaz bizonyos igazságokat, de a legmagasabb szint eléréséhez az embereknek el kell fogadniuk Jézust megváltónak.[18]
- Isten elvárja a hívőktől, hogy a testüket (belsőleg is) tisztán tartsák, hogy érdemesek legyenek a Szentlélek befogadására.[26][27] Szigorú egészséges életmódot folytatnak, amely alapján elutasítják az alkohol, a dohány, a kávé vagy a tea fogyasztását [17] és a húsevésben pedig mértékletesek.[28]
- Hangsúlyozzák az imát és a böjtöt. Minden hónap egy vasárnapján vízböjtöt tartanak, amikor bűnbocsánatáért és erőért imádkoznak, hogy legyőzzék a saját hibáikat.[29]
- A családi élet, a jó cselekedetek és a misszionáriusi munka fontos értékek. [17]
- Az ember azért születik a földre, hogy megtanulja, hogyan válhat hasonlóbbá Istenhez.[30] A földi élet lehetőségeket nyújt arra, hogy az ember spirituálisan növekedjen és fejlődjön és isteni tulajdonságokat alakítson ki.[31][32]
- Nézetük alapján az utolsó időben,[33] Krisztus második eljövetele előtt élünk.[34] (Az utolsó időre utal az UNSzJKE neve is.)
- A mormonok túlnyomó többségét kitevő UNSzJK. Egyháza 1890-ben betiltotta a többnejűség gyakorlatát.[17] A fundamentalisták, akik kiváltak az egyházból, továbbra is folytatják a plurális/poligám házasságot. [17]

John Wentworth, Chicago Democrat című lap szerkesztője megkérdezte Joseph Smitht az egyházról valamint a tanításairól.  Válaszképpen, Joseph Smith írt egy levelet ami később "a Wentworth-levél"-ként lett ismeretes. Így összegezte az egyház tanait a levél végén (A Hittételek): 
- 1. Hiszünk Istenben, az Örökkévaló Atyában, és az Ő Fiában, Jézus Krisztusban, valamint a Szentlélekben.
- 2. Hisszük, hogy az emberek saját bűneikért lesznek megbüntetve, nem pedig Ádám vétkéért.
- 3. Hisszük, hogy Krisztus engesztelése által az egész emberiség megszabadulhat, ha engedelmeskedik az Evangélium törvényeinek és szertartásainak.
- 4. Hisszük, hogy ezek az Evangélium első tantételei és szertartásai: első az Úr Jézus Krisztusba vetett Hit; második, Bűnbánat; harmadik, alámerítéssel történő Keresztelés a bűnök bocsánatára; negyedik, Kézrátétel a Szentlélek ajándékáért.
- 5. Hisszük, hogy az embert Istennek kell elhívnia, prófécia, valamint felhatalmazással rendelkezők kézrátétele által, hogy prédikálhassa az evangéliumot és szolgálhasson annak szertartásaiban.
- 6. Hiszünk ugyanabban a szervezetben, ami az Ősi Egyházban is létezett, név szerint: apostolok, próféták, pásztorok, tanítók, evangélisták és így tovább.
- 7. Hiszünk a nyelvek, a prófécia, a kinyilatkoztatás, a látomások, a gyógyítás, a nyelvek fordításának ajándékában, és így tovább.
- 8. Hisszük, hogy a Biblia Isten szava, amennyiben fordítása helyes; azt is hisszük, hogy a Mormon könyve Isten szava.
- 9. Hiszünk mindabban, amit Isten kinyilatkoztatott, mindabban, amit most nyilatkoztat ki, és hisszük, hogy ezután is ki fog nyilatkoztatni sok nagyszerű és fontos dolgot Isten királyságát illetően.
- 10. Hiszünk Izráel szó szerinti összegyűjtésében és a Tíz Törzs helyreállításában; hogy Sion (az Új Jeruzsálem) az amerikai földrészen fog felépülni; hogy Krisztus személyesen uralkodik majd a földön; és hogy a föld megújul és elnyeri paradicsomi dicsőségét.
- 11. Igényt tartunk arra a kiváltságra, hogy saját lelkiismeretünk parancsai szerint hódoljunk a Mindenható Istennek, és minden embernek megadjuk ugyanezt a kiváltságot, hadd hódoljanak úgy, ott és annak, ahogy, ahol és aminek akarnak.
- 12. Hiszünk a királyoknak, elnököknek, uralkodóknak és elöljáróknak való alárendeltségben, a törvény iránti engedelmességben, annak tiszteletében és támogatásában.
- 13. Hiszünk abban hogy tisztességesnek, igaznak, erkölcsösnek, jóakaratúnak, erényesnek kell lennünk, és minden emberrel jót kell cselekednünk; tulajdonképpen mondhatnánk, hogy Pál intését követjük – Mindent hiszünk, mindent remélünk, sok mindent elviseltünk már, és reméljük, hogy mindent el tudunk majd viselni. Ha van bármi, ami erényes, szép, jónak mondott vagy dicséretre méltó, akkor törekszünk azokra a dolgokra.

Jellemzők
Lényegesen nagyobb valószínűséggel mondják, hogy a vallás nagyon fontos az életükben, mint a római katolikusok. Egy 21. századi felmérés alapján 83 %-uk imádkozik naponta legalább egyszer, és közel kétharmaduk (64%) mondta azt, hogy naponta többször is imádkozik. Az amerikai (USA) mormonok több mint háromnegyede (77%) mondta azt, hogy legalább hetente egyszer részt vesz istentiszteleten, és egy külön kérdésre válaszolva kétharmaduk (67%) mondta azt, hogy „nagyon aktív” az egyházban. Más vallási csoportokhoz hasonlóan a mormonok jelentős kisebbsége hisz bizonyos, a keleti vallásokhoz kapcsolódó tantételekben. Minden tizedik mormon (11%) azt mondta, hogy hisz a reinkarnációban.

## Történet

### Háttere
A 19. századi Amerikában ez az aposztáziáról és az igaz egyház visszaállításának szükségességéről vallott elképzelés jóval a mormonizmus megjelenése előtt elterjedt volt a radikális gondolkozású protestáns hívők között, akik kiábrándultak a hagyományos protestáns egyházakból. Ez a eszmeáramlatot visszaállítási mozgalomnak ill. resztoránizmusnak nevezik. Ennek az eszmeáramlatnak egy késői leszármazottja a mormonizmus, mellyel a többi resztoránus egyház nem vállal közösséget, mivel a mormonizmus prófétájának új kinyilatkoztatása révén több téren is olyan eszméket fejlesztettek ki, melyek távol állnak az eredeti visszaállítási eszmerendszertől. 
New York állam nyugati része a 19. század elején a határvidék területe volt, alkalmas hely azok számára akik nem riadtak vissza a szűzföldek megtisztításának és feltörésének hatalmas feladatától. Joseph Smith családja nyolc gyermekükkel 1816-ban költözött erre a vidékre. Vallásos emberek voltak, akik olvasták a Bibliát, a család együtt imádkozott, noha mint oly sok hozzájuk hasonló – egyetlen egyházhoz sem tartoztak. Az amerikai határvidék lakóinak ez az állapota arra késztette a különböző felekezetek lelkipásztorait, hogy egyesült erővel térítsék meg őket.

### Az első látomás

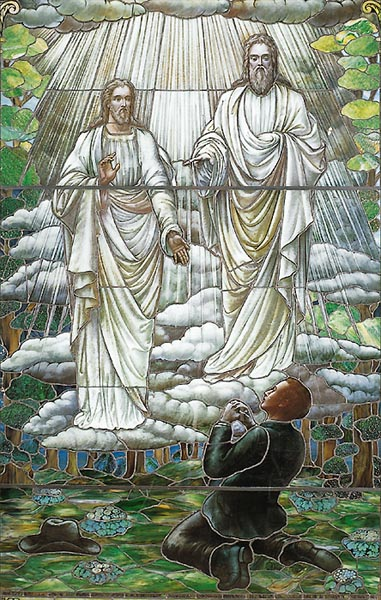
Az első látomás

Hatalmas területen folyt a térítés és 1820-ban érte el Joseph lakóhelyét. Az ébredési mozgalom lendületének hatására családjából négyen csatlakoztak a Presbiteriánus Egyházhoz. Joseph is erős vágyat érzett, hogy csatlakozzon valamelyikhez, de mélységesen szomorú volt látva, hogy bár a különböző felekezetek egyesítették erőfeszítéseiket az ébredési mozgalom kezdetén, most éles ellentétbe kerültek egymással, amikor az újonnan megtértek csatlakoztak valahová. Joseph szavaival: „Miközben a hitbuzgó felekezetek versengése által okozott rendkívüli nehézségek miatt gyötrődtem, egy nap Jakab apostol levelét olvastam, az első fejezet ötödik versét, amely így szól: Ha pedig valaki közületek híján van a bölcsességnek, kérjen Istentől, aki mindenkinek készségesen és szemrehányás nélkül ad; és megadatik néki.”
Nem messze a család otthonától volt egy liget. 1820 kora tavaszán Joseph, aki akkor a 15. életévében járt, elment erre a helyre, hogy Istenhez imádkozva megtudja, melyik egyháznak van igaza. Ezúttal válaszként imájára a Mennyei Atyánk és Jézus Krisztus megjelent a 15 éves fiúnak. Joseph így írt erről: „Amikor a fény megpihent rajtam, két Személyt láttam felettem a levegőben állni, akiknek ragyogása és dicsősége leírhatatlan volt. Egyikük hozzám szólt, a nevemen szólítva, és ezt mondta a másikra mutatva: Ez az én Szeretett Fiam. Őt hallgasd!”. A megdicsőült lények azt mondták, hogy a földön lévő egyik egyházhoz se csatlakozzon, mert mindannyian tévednek. Kezdve ezzel a hatalmas látomással, Joseph Smith lett Jézus Krisztus egyházának földre történő visszaállítására kiválasztott próféta.

### A Mormon könyve
Joseph Smith "első látomását" követően, "Isteni segítséggel lefordított" egy feljegyzést, ami beszámolót ad az amerikai földrész őslakóiról. Hasonlóan a Bibliához, a könyve Krisztusról szóló tanításokat és új kinyilatkoztatásokat tartalmaz. A mormon hívők ezt a könyvet szentírásnak tartják, valamint bizonyítéknak arra, hogy Joseph Smith Istentől elhívott igaz próféta. A feljegyzés két nagy civilizációról ad beszámolót.
A könyv több embercsoportról szól. Az egyik Kr. e. 600-ban ment el Jeruzsálemből az amerikai földrészre, és utána két nemzetre oszlott, amelyek mint a nefiták és a lámániták ismeretesek. A másik sokkal hamarabb jött, amikor az Úr Bábel tornyánál összezavarta a nyelveket. Ez a csoport mint a járediták ismeretesek. Évezredek múltával mind kipusztultak, kivéve a lámánitákat, akik az indiánok őseik között találhatóak.
A Mormon könyvében feljegyzett események koronája az Úr Jézus Krisztusnak nem sokkal feltámadása után a nefiták közt végzett személyes szolgálata. Ismerteti az evangélium tanait, felvázolja a szabadulás tervét, és megmondja az embereknek, mit kell tenniük, hogy békességet nyerjenek ebben az életben, és örök szabadulást az elkövetkezendő életben. Az Üdvözítő a hegyi beszédhez hasonló beszédet mond a nefitáknak.
Az összes próféta írásait és tanításait egy Mormon nevű próféta-történetíró idézte és kivonatolta. Miután befejezte írásait, a feljegyzést átadta fiának, Moróninak, aki hozzátett néhányat saját szavaiból, és a lemezeket elrejtette. 1823. szeptember 21-én ugyanez a Moróni, akkor mint feltámadt, és megdicsőült lény, megjelent Joseph Smith prófétának, és utasításokat adott neki az ősi feljegyzésre, valamint arra vonatkozólag, hogy el van rendelve annak lefordítása angol nyelvre.

### A papság visszaállítása
Joseph Smith beszámolója:

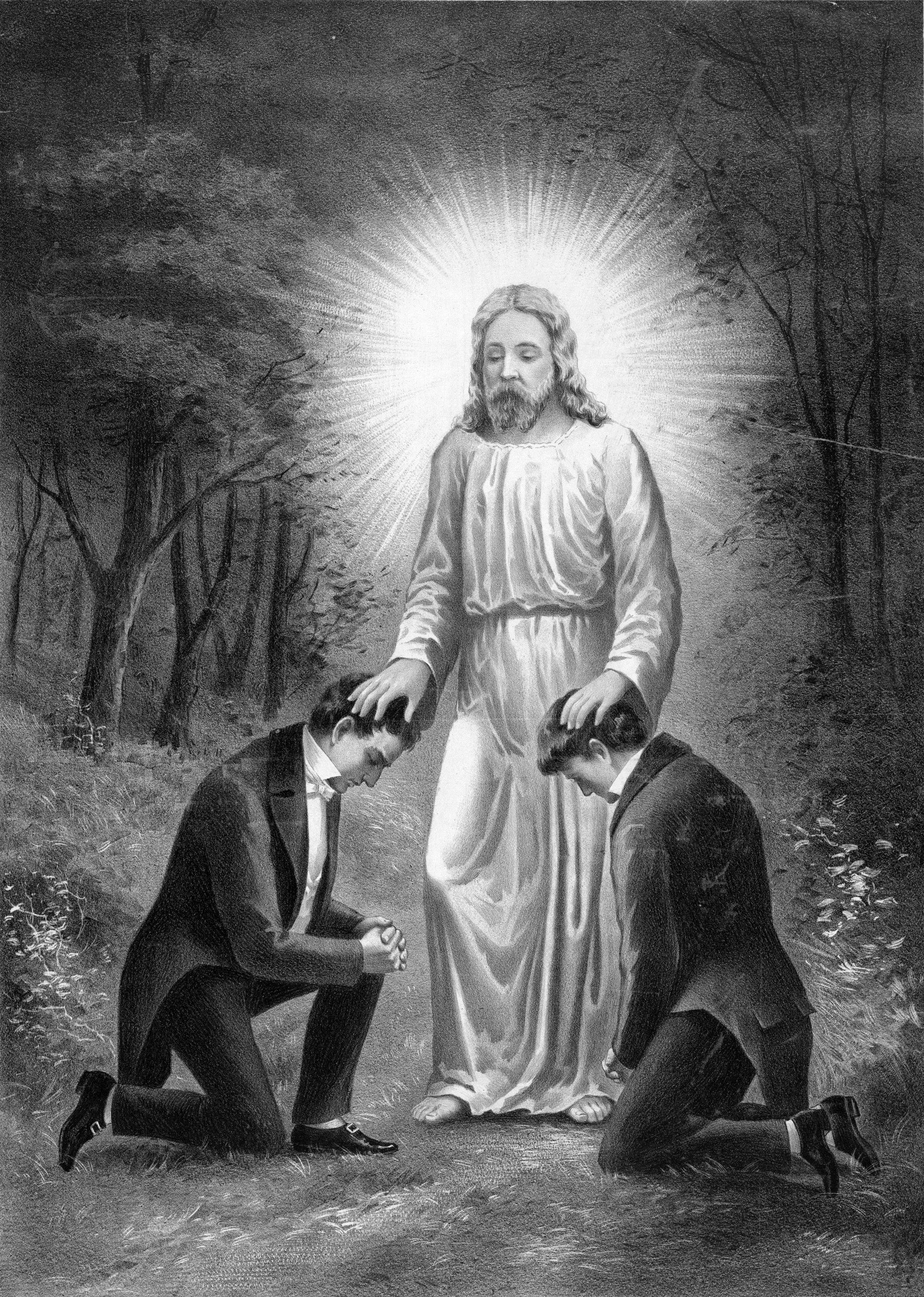
Az ároni papság adományozása

	68. Még mindig a fordítás munkáját végeztük, amikor … az erdőbe mentünk, hogy imádkozzunk és az Úrtól tudakozódjunk a bűnök bocsánatára történő keresztelést illetően, melyről a lemezek fordításában találtunk említést. Miközben ezzel voltunk elfoglalva, imádkozva és az Urat szólítva, a mennyből egy hírnök ereszkedett alá egy fényes felhőben, és kezeit a fejünkre helyezve, elrendelt bennünket mondván:
	69. Szolgatársaim, a Messiás nevében rátok ruházom  Áron papságát, amely rendelkezik az angyalok szolgálattételének, és a bűnbánat evangéliumának, és a bűnök bocsánatára alámerítéssel történő keresztelésnek a kulcsaival; és ez soha többé nem vétetik el ismét a földről, míg Lévi fiai ismét igazlelkűségben nem ajánlanak felajánlást az Úrnak.
	70. Azt mondta, hogy ez az ároni papság nem rendelkezik hatalommal a Szentlélek ajándékának kézrátétel általi adományozására, de ez majd később ránk lesz ruházva; és megparancsolta nekünk, hogy menjünk és keresztelkedjünk meg, és utasításokat adott, hogy én kereszteljen meg Oliver Cowdery-t, és hogy utána ő kereszteljen meg engem.
	71. Ennek megfelelően elmentünk és megkeresztelkedtünk. Először én kereszteltem meg őt, és utána ő keresztelt meg engem – minekutána kezeimet a fejére tettem, és elrendeltem őt az ároni papságba, utána pedig ő tette rám a kezeit, és rendelt el ugyanabba a papságba – mert ezt a parancsot kaptuk.
	72. A hírnök aki ez alkalommal meglátogatott bennünket, és ránk ruházta a papságot, azt mondta, hogy a neve János, ugyanaz, akit az Újszövetségben Keresztelő Jánosnak hívnak, és hogy Péter, Jakab és János irányítása alatt cselekszik, akik Melkisédek papságának kulcsaival bírnak, mely papság, mondta ő, a megfelelő időben ránk lesz ruházva, és hogy engem fognak az egyház első elderének hívni, és őt (Oliver Cowdery-t) a másodiknak. 1829. május 15-én került sor elrendelésünkre eme hírnök keze alatt, és megkeresztelkedtünk.
	73. Nyomban azután hogy kijöttünk a vízből a keresztelkedésünket követően, nagy és dicső áldásokat tapasztaltunk meg Mennyei Atyánktól. Amint megkereszteltem Oliver Cowdery-t, a Szentlélek leszált rá, és ő felállt, és sok dolgot prófétált, melyek hamarosan megtörténnek majd. Továbbá amint megkeresztelt engem, én is megkaptam a prófétálás lelkét, amikor is felállván, ennek az egyháznak a felemelkedéséről prófétáltam, és sok, ezzel az egyházzal és az emberek gyermekeinek ezen nemzedékével kapcsolatos dologról. Elteltünk a Szentlélekkel, és örvendeztünk szabadításunk Istenében.
Később az ősi apostolok, Péter, Jakab és János jelentek meg, és Josephre és Oliverre ruházták a papság magasabb hatalmait, így apostolokká és Krisztus különleges tanúivá váltak. Ezzel a szertartással visszaállíttatott a földre ugyanaz az Isten nevében cselekvő felhatalmazás, amellyel az ősegyház rendelkezett.

### Egyházalapítás
Felmerült az igény egy bejegyzett szervezet létrehozására. Ez 1830. április 6-án Fayette városban (New York állam) történt meg id. Peter Whitmer házában, egy gyűlésen, ahol több tucat hívő jelent meg. Így került megalapításra Krisztus Egyháza (1838-ban neve Az Utolsó Napi Szentek Jézus Krisztus Egyháza lett), melyet a korabeli emberek és a sajtó hamarosan "Mormon Egyház"-nak kezdtek gúnyolni. A korabeli amerikai jogszabályok szerint az egyházalapításhoz hat főre volt szükség, ez a hat fő a közösség legismertebb vezető egyéniségei lettek: Joseph Smith és két testvére (Samuel H. Smith és Hyrum Smith), Oliver Cowdery, valamint a két Whitmer-testvér (ifj. Peter Whitmer és David Whitmer). Az új egyház azt tartotta magáról, hogy azt az egyházat állította vissza, melyet Krisztus eredetileg alapított földi életében és amely később teljesen elveszett a földről.
Az egyház 1830 végén drasztikus növekedésbe kezdett, ahogy az egyház misszionáriusai kimentek prédikálni a visszaállítás üzenetét. Egy volt lelkész Sidney Rigdon, tapasztalt és művelt személy, megtért és csatlakozott az egyházhoz. Rigdon hamarosan Joseph Smith jobbkeze lett, s az Első Elnökség megszervezése után annak tagja lett.
A gyorsan fejlődő egyház egyre nyugatabbra vándorolt az ellenséges környezet miatt, mely elutasította és üldözte az utolsó napi szenteket azok újszerű, a hagyományos protestáns és keresztény elképzelésekkel össze nem egyeztethető nézetei miatt (pl. többnejűség), valamint a létszámuk jelentette gazdasági és politikai befolyástól való félelem okán. Így az első évtizedben az egyháztagok New Yorkból Ohióba, Nyugat-Missouriba és Illinoisba költöztek. Missouriban Lilburn Boggs kormányzó kiadott egy rendeletet, hogy az egyház összes tagját ki kell irtani vagy ki kell űzni. Joseph Smithet végül megölte a csőcselék 1844. június 27-én a Carthage városi börtönben, Illinoisban.

### Utódlás az elnökségben

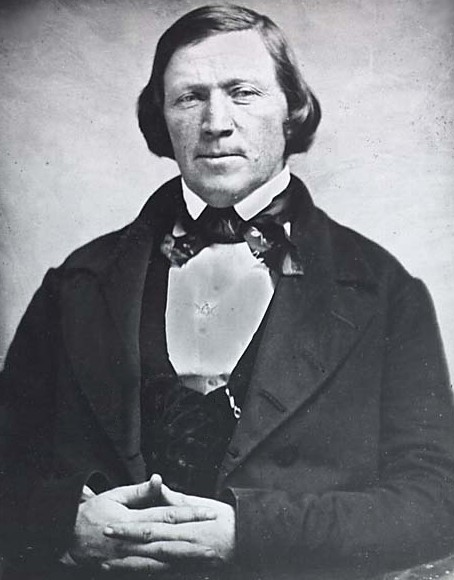
Brigham Young

A utódlás kérdése nem volt minden kétséget kizáró módon rendezve, ezért Joseph Smith váratlan halála zavart okozott az egyház életében.
Az Utolsó Napi Szentek Jézus Krisztus Egyháza hivatalos álláspontja szerint, mielőtt Joseph Smitht megölték volna, átadta a kulcsokat, vagyis a vezető felhatalmazást a Tizenkettek Kvórumának hogy ők vezessék az Az Utolsó Napi Szentek Jézus Krisztus Egyháza a próféta halála esetében. A általánosan kijelölt utódnak tartott Hyrum Smith, Josep Smith testvére, Josephfel együtt halt meg, így nem maradt kijelölt utód az egyházelnökségi posztra.
Amikor a prófétát és testvérét megölték, a Tizenkettek közül csupán John Taylor és Willard Richards voltak Nauvooban, az egyház székhelyén. A többi apostol, beleértve Brigham Young rangidős apostolt, a Tizenkettek Kvórumának elnökét, valamint Sidney Rigdon, az Első Elnökség egyetlen életben maradt tagja, éppen missziós utakon voltak távol.
Sidney Rigdon 1844. augusztus 6-án érkezett Nauvoo-ba. Ő volt az első elnökség egyetlen életben maradt tagja. Álláspontja szerint senki nem léphetett Joseph Smith helyébe, hanem egy gyámot kellett kinevezni az egyházban, és saját magát javasolta erre a tisztségre. A vita végül is a Tizenkettek gyűlésén dőlt el, 1844. augusztus 8-án. Ez a nap vált az egyház történetében az egyik legfontosabbá a Brigham Young elnökségét támogatók számára, ugyanis a többség őt támogatta.
Az Utolsó Napi Szentek Jézus Krisztus Egyháza egyháztörténete szerint Sidney Rigdon több mint egy óráig beszélt a reggeli ülésen, majd Brigham Young ezután röviden beszélt, de beszéde alatt csodálatosan átváltozott több száz ember előtt. Jelenleg 101 írásos feljegyzés ismert, amelyben a jelenlevők tanúskodnak arról, hogy ők valóban tanúi voltak az átváltozásnak. Az emberek szemében úgy tűnt, mintha magának Josephnek az alakját látnák, amint előttük áll és olyan volt, mintha Brigham Young Joseph próféta hangján szólt volna. A csodálatos jelenés meggyőzte a szenteket arról, hogy az Úr kit választott. A történetet a Brigham Young-ellenes irányzatot képviselő mormon felekezetek nem fogadják el. Young elnök vezetésével az őt követő szentek elhagyták az ország területét és Deseret néven a mai Utah állam területén (ami akkor még nem tartozott az USA területéhez) telepedtek le, ahol saját teokratikus államot hoztak létre. Így folytatódott Az Utolsó Napi Szentek Jézus Krisztus Egyháza. Rigdon és egy másik vezető egyháztag, William Bickertone ezután önálló felekezetet hoztak létre.
Brigham Young utódlását mások is ellenezték. Az egyik jelentős támogatottságú ellenző James Jesse Strang, az egyház wisconsini vezetője volt, Strang egy levelet prezentált, melyet állítólag Joseph Smith írt neki halála előtt, mellyel őt nevezte meg utódjának. A levél hitelessége vitatott, s bár később bizonyítást nyert, hogy Joseph Smith halála előtt valóban küldött egy levelet Strangnak (a boríték valódinak bizonyult a későbbi vizsgálatok során), maga a levél tartalma és annak értelmezése továbbra sem volt egységes, Strang ellenfelei szerint Smith nem utódjának nevezte ki Strangot, hanem a wisconsini misszió elnökének.
Szintén jelentős támogatót szerzett magának három másik mormon vezető (William Smith, Joseph Smith nagybátyja, Alpheus Cutler, s Lyman Wight), azonban az ő csoportjaik nem maradtak fenn tartósan. Cutler hívei marginalizálódtak, William Smith és Wight hívei pedig később elfogadták Joseph Smith III vezetését, s csatlakoztak az újraalakított mormon irányzathoz.
Több gyülekezet pedig egyik rivalizáló elnökjelöltet sem támogatta, ezek közül később alakult ki a Joseph Smith III (Joseph Smith első fia) által létrehozott újraalakított mormon irányzat, valamit az ahhoz kezdetben közel álló, de független Granville Hedrick-féle Krisztus Egyház (Lot Templom) felekezet.

### Szakadások

Főbb mormon csoportok

A mormonizmus történetében több kisebb szakadás történt már a kezdetektől fogva. Jelentős szakadás azonban három időponthoz köthető:
- A Joseph Smith halála utáni utódlási harc során alakult ki több önálló mormon csoport. A legnagyobb csoport a Brigham Young utódlását elfogadó többség, mely a mai Utah államban szerveződött meg, ez a mai 16-milliós Az Utolsó Napi Szentek Jézus Krisztus Egyháza. A Brigham Young utódlását ellenzők között több csoport is kialakult, köztük a máig legnagyobb a negyedmilliós tagságú Az Utolsó Napok Szentjeinek Újraalapított Jézus Krisztus Egyháza.[45]
- Miután a legnagyobb mormon felekezet, Az Utolsó Napi Szentek Jézus Krisztus Egyháza lemondott a XIX. sz. végén többnejűség és egyéb tanokról, több egyháztag kiszakadt az egyházból, önálló felekezeteket alakítva, ezeket gyűjtőnéven mormon fundamentalisták név alatt szokás emlegetni.
- A második legnagyobb mormon felekezet, Az Utolsó Napok Szentjeinek Újraalapított Jézus Krisztus Egyháza életében is bekövetkezett egy hasonló, bár ellenkezű indíttatású folyamat, a XX. sz. utolsó harmadában, amikor az egyházvezetés a hagyományos protestantizmus felé való közeledés jegyében, egy sor tanon változtatott (pl. megszűnt az az elv, hogy az egyház mindenkori elnöke csakis Joseph Smith leszármazottja lehet), s ez ellen tiltakoztak egyes, az újjáalapított mormonok eredeti hitelveihez ragaszkodó egyháztagok.

### Az Utolsó Napi Szentek Jézus Krisztus Egyháza
- Az Utolsó Napi Szentek Jézus Krisztus Egyháza (magyarul)
- Mormon.org (magyarul)
- ComeUntoChrist.org (angolul)

### Más felekezetek
- Community of Christ
- The Church of Jesus Christ (William Bickertone)
- Church of Christ (Temple Lot)
- Church of Jesus Christ of Latter Day Saints (James Strang) Archiválva 2013. október 21-i dátummal az Archive-Iten

### Könyvek
- Carolyn Jessop, Laura Palmer: Menekülés – A szekta fogságában, (Athenaeum Kiadó, 2010) – Menekülés a poligám mormon szekta, Az Utolsó Napok Szentjeinek Fundamentalista J.K.E. közösségéből